# 에투알 FC
에투알 축구 클럽(Etoile Football Club)은 외국인 팀으로서 싱가포르의 축구 리그인 S-리그에 참가하는 프랑스의 프로 축구 클럽이다.
에투알은 프랑스어로 별이란 의미를 지니고 있다. 에투알 FC는 S-리그에 참가하는 첫 번째 유럽 클럽이자 아시아에서 첫 번째 유럽 클럽이다. 팀 구성은 프랑스 출신들로만 이루어져 있다.
에투알 FC는 신치 FC (2003), 알비렉스 니가타 (2004), 스포르팅 아프리크 (2006), 랴오닝 광유안, 슈퍼 레즈 (이상 2007), 다롄 스더 (2008), DPMM (2009)에 이어서 여덟 번째 외국인 팀이다.